# Йохан II фон Розенберг
Йохан II фон Розенберг (на немски: Johann II. von Rosenberg 'der Friedfertige'; на чешки: Jan II. z Rožmberka „Pokojný“; * 1434; † 8 ноември 1472 в Ортенбург) е бохемски благородник от род Розенберг, „главен хауптман“ на Силезия.
Той е син на Улрих II фон Розенберг (1403 – 1462), главен бургграф на Прага, и първата му съпруга Катарина фон Вартенберг († 1436), дъщеря на Йохан фон Вартенберг, бургграф на Глац († пр. 1405) и фрайин Анна/Йохана фон Волхартиц. Баща му се жени втори път за фрайин Елизабет фон Шванберг. Брат е на Хайнрих IV фон Розенберг († 1456/1457) и на Йост II фон Розенберг († 1467), епископ на Бреслау (1456 – 1467).
На 13 ноември 1451 г. баща му Улрих предава управлението на синовете си Хайнрих, Йост и Йохан. На 17 август 1461 г. Улрих трябва след съдебно решение, заради конфликти със синът му Йохан, да се оттегли в двореца си в Крумау. Улрих фалшифицира множество документи, за да увеличи престижа на фамилията Розенберг.
Йохан е от март 1445 до април 1446 г. често в двора на баварския херцог Хайнрих XVI от Бавария-Ландсхут.
Йохан работи първо в съда. След смъртта на брат му Хайнрих през 1457 г. той наследява от него титлата главен хауптман на Силезия. Той активно участва за избора на Иржи Подебради и го придружава за коронизацията му.
В битката при Иглау (Ихлава) кралят го моли за помощ на 26 юли 1458 г. На 10 август 1458 г. Йохан пристига с войската си и на 15 ноември се сключва миррен договор. По-късно той често е с краля. Йохан задлъжнява и трябва да залага и продава собствености.
Йохан е съветник на краля в конференцията в Егер през април 1459 г., когато се изяснява границата между Бохемия и Саксония.
Той представя краля като пратеник през 1467 г. при император Фридрих III.
Йохан е погребан във фамилната гробница в манастирската църква на Хоенфурт/Вишеброд.

## Фамилия
Йохан II фон Розенберг се жени пр. 17 ноември 1454 г. за принцеса Анна от Силезия-Глогау († 17 декември 1483), дъщеря на херцог Хайнрих IX фон Глогау/Глогов († 1467) и Хедвиг фон Оелс († 1447/53), дъщеря на херцог Конрад III фон Оелс. Те имат децата:
- Хайнрих V (* 25 юни 1456; † 21 май 1489), от 1472 до 1475 г. регент на фамилията Розенберг
- Катарина/Катерина († 1521), омъжена 1476 г. за Петер Холицки фон Щернберг († 1514)
- Вок II (* 18 юли 1459; † 1 септември 1505), управлява от 1475 до 1493 г., женен на 13 януари 1483 г. за Маркета фон Гутенщайн († 1524)
- Барбара (* 8 юни 1460), омъжена за Йохан фон Биберщайн
- Петер IV (* 17 януари 1462; † 9 октомври 1523), регент на род Розенберг (1493 – 1523), женен 1483 г. за Елизабет фон Краварн († 1500)
- Улрих III (* 17 януари 1471; † 4 ноември 1513)
- Маргарета/Маркета (* 8 юни 1460), абатиса в Крумау
- Хедвиг/Хедвика (* 20 януари 1464; † 29 април 1520), омъжена I. за Волф фон Графенек, II. за Тобиас фон Босковиц, III. за Грегор фон Щархемберг
- Елизабет/Алзбета (* 14 февруари 1466; † 1507), омъжена 1483 г. за Хайнрих Прюшенк фон Щетенберг, граф фон Хардег († 1513)
- Йохана/Йоханка († 1482)